# Tony Buzan
Anthony Peter "Tony" Buzan, född 2 juni 1942 i Palmers Green, Enfield i London, död 13 april 2019 på John Radcliffe Hospital, Oxford av en hjärtattack., var en brittisk författare, utbildningsteoretiker och tidig förespråkare av mindmappingtekniken.
Buzan populariserade i ett stort antal böcker idén om mental kompetens, strålande tänkande och tekniken mindmapping, inspirerad av tekniker som använts av Leonardo da Vinci, Albert Einstein och Joseph D. Novaks "concept mapping"-tekniker.

## Biografi
Buzan var alumn från Kitsilano Secondary School i Vancouver. Han avslutade sina grundutbildningar i psykologi, engelska, matematik och vetenskap vid University of British Columbia, och var utbytesstudent vid Simon Fraser University 1965-66 där han tillbringade ett år som doktorand och invigningspresident för Simon Fraser Student Society. Under sin tid på SFU blev Buzan mycket engagerad i Mensa, och blev redaktör för International Journal of Mensa.

## Karriär
Buzan var förespråkare av mnemonic system och mindmappingtekniker. Han lanserade sitt eget mjukvaruprogram för att stödja mindmapping, iMindMap, i december 2006, tillsammans med den walesiska entreprenören Chris Griffiths. Buzan Organisation har varumärken på frasen "Mind Map" kombinerat med självförbättringskurser i Storbritannien, UK, USA och Tyskland. Varumärket förekommer inte i den kanadensiska patentmyndighetens register.
Efter hans 70-talserie Use Your Head för BBC, gavs många av hans idéer ut i en serie av fem böcker: Use Your Memory, Master Your Memory, Use Your Head, The Speed Reading Book and The Mind Map Book. Han var författare eller medförfattare till inalles mer än 80 böcker. Hans fem BBC-böcker hade, år 2003, sålt över 3 miljon exemplar.
Som en populär psykologiförfattare skrev Buzan om ämnen relaterade till hjärnan, "genikvot (GQ)", andlig intelligens, minne, kreativitet och snabbläsning. Han var grundare och ordförande av Brain Foundation (inte att förväxla med olika medicinska relaterade enheter med samma namn) och även Brain Trust Charity, World Memory Championships och World Championships of the Brain. Han var en av grundarna av Londons Mind Body Spirit Festival samt Mind Sports Olympiad och World Brain Day.

## Publikationer i urval
- Spore One – Structure in Hyperspace, 25 september 1972, ISBN 0-85115-016-0
- Use Your Head, januari 1974, ISBN 0-563-10790-1
- Speed Memory, 27 januari 1977, ISBN 0-7153-7365-X
- Make the Most of Your Mind, February 1984, ISBN 0-671-49519-4
- Speed Reading, 20 May 1971, ISBN 0-7221-2119-9
- Use Your Perfect Memory, Plume Penguin Group, January 1991, ISBN 0-452-26606-8
- Use Both Sides of Your Brain, Plume Penguin Group, januari 1991, ISBN 0-452-26603-3
- The Mind Map Book, 6 september 1993, ISBN 0-563-36373-8
- Concordea, december 2006
- Requiem For Ted, december 2006
- Use Your Memory, BBC Publications, ISBN 1-4066-1018-6
- Master Your Memory, BBC Publications, ISBN 1-4066-1022-4
- The Memory Book, BBC Publications, 2010, ISBN 978-1-4066-4426-5
- Mind Maps for Business, BBC Publications, 2010, ISBN 978-1-4066-4290-2
- Brain Training for Kids, Proactive Press, 2012, ISBN 978-1-908934-00-0
- The Most Important Graph in the World, Proactive Press, 2012, ISBN 978-1-908934-01-7
- Modern Mind Mapping for Smarter Thinking e-book, Proactive Press, mars 2013